# Henri Cuvelier
Henri Cuvelier, född 1 juni 1908 i Tourcoing, död 25 januari 1937 i Roubaix, var en fransk vattenpolospelare. Cuvelier ingick i Frankrikes landslag vid olympiska sommarspelen 1928. Frankrike tog OS-brons i herrarnas vattenpolo i Amsterdam.